# Захаров Артем Юрійович
Артем Юрійович Захаров (нар. 19 червня 1996 року; Запоріжжя, Україна) — український футболіст, півзахисник клубу «Металург» (Запоріжжя).

## Ігрова кар'єра
Вихованець ДЮСШ ФК «Металург» (Запоріжжя), перший тренер — Микола Сеновалов. За юніорську команду «Металурга» дебютував 31 липня 2013 року у виїзному матчі проти донецького «Шахтаря» (1:0). Взимку 2015 року був переведений в молодіжний склад запорізької команди, де до кінця сезону 2014/15 років відіграв 8 матчів.
17 липня 2015 року в першому турі наступного сезону 2015/16 у матчі проти луганської «Зорі» дебютував в українській Прем'єр-лізі, замінивши в кінці другого тайму Віталія Лисицького. Цей матч так і залишився єдиним у чемпіонаті того сезону. З наступного року клуб продовжив виступи у Другій лізі, а з сезону 2017/18 став основним гравцем клубу.